# Kruštík bahenní
Kruštík bahenní (Epipactis palustris) je vytrvalá bylina z rodu kruštík (Epipactis), která v České republice patří k silně ohroženým druhům.

## Popis
Kruštík bahenní je vzpřímená rostlina, které dorůstá 30–50 cm. Oddenek je plazivý, vodorovně uložený s velmi řídkými a tenkými kořeny. Listy jsou úzce polodlouhé až kopinaté a maximálně dosahují 15 cm délky. Květenství je řídké, je orientované jednostranně a nese 8–30 výrazných květů. Vnější okvětní lístky jsou světle žluté až nachově hnědé, vnitřní jsou bílé nebo s nachovými skvrnkami či žilkami a pysk je delší než vnější i vnitřní okvětní lístky. Tento druh kruštíku kvete v období od června do srpna. Plodem jsou podlouhlé šestihranné tobolky s velkým množstvím semen.

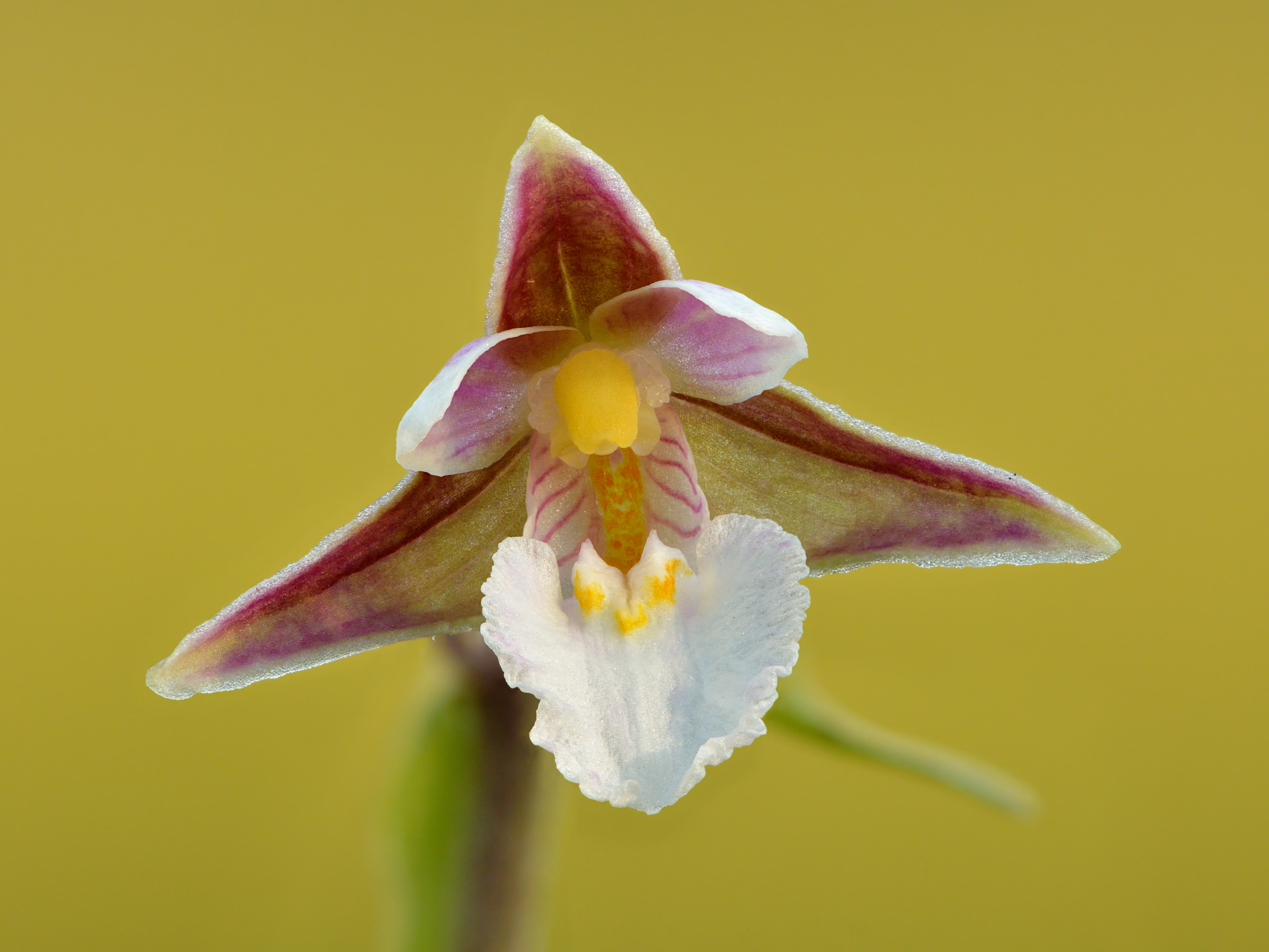
Detail květu

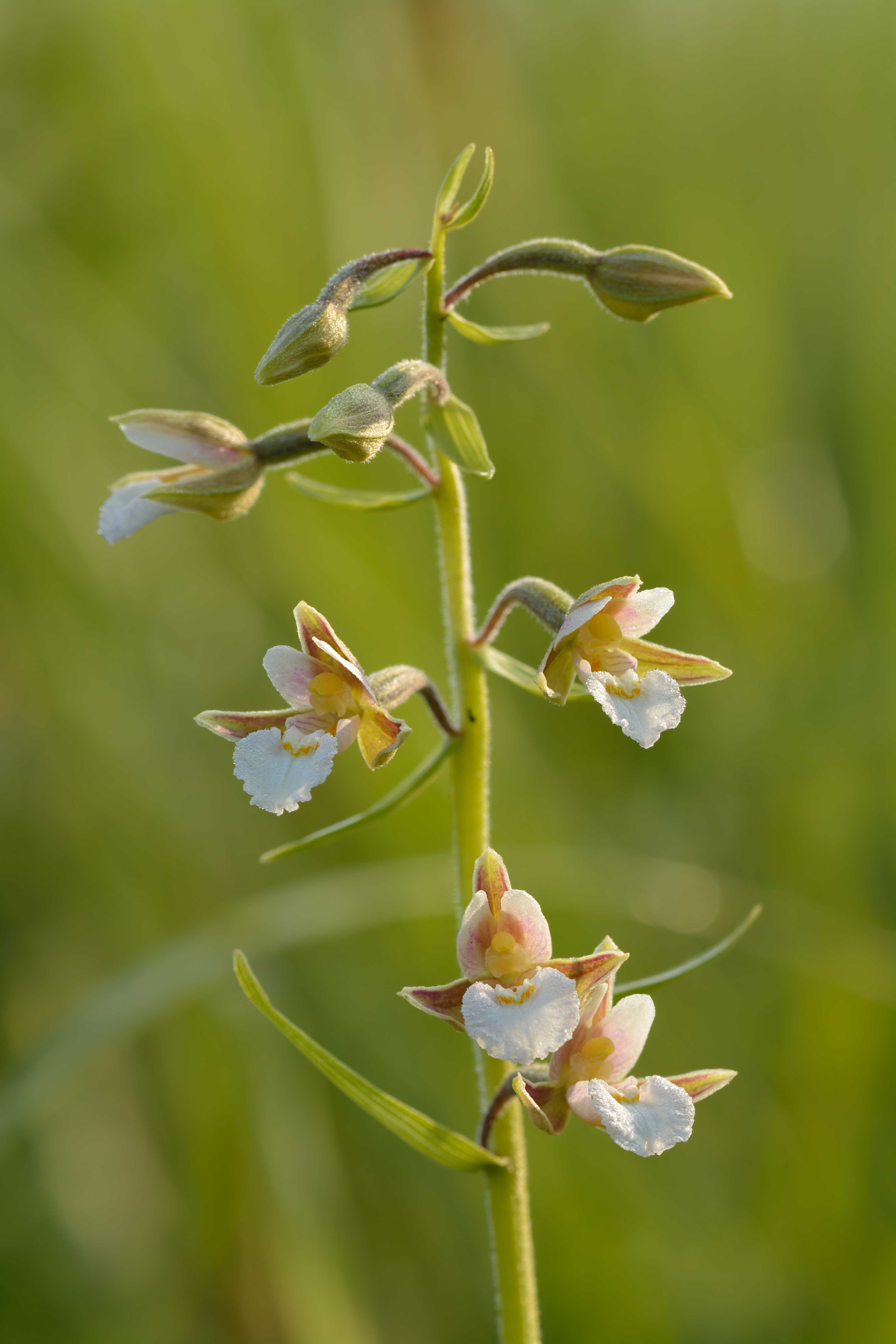
Kruštík bahenní

## Stanoviště a rozšíření
Název rostliny naznačuje, že vyhledává vlhká stanoviště – typicky jsou to podmáčené, bažinné nebo rašelinné louky, prameniště, slatiny a někdy může růst i na druhotných stanovištích (staré lomy, příkopy kolem cest). Vyskytuje se téměř v celé Evropě, na severu Afriky a v Asii jeho rozsah zasahuje až po Malou Asii a k jezeru Bajkal. V České republice se vzácně vyskytuje na Šumavě, v Polabí a v Sudetech, početnější populace jsou na Moravě – Bílé Karpaty, okolí Brna či Pomoraví.